# 1316 en Angleterre
Chronologie de l'Angleterre
- 1312
- 1313
- 1314
- 1315
- 1316
- 1317
- 1318
- 1319
- 1320

Cette page concerne l'année 1316 du calendrier julien.

## Naissances en 1316
- 5 mai : Isabelle de Bohun, noble
- 15 août : Jean d'Eltham, comte de Cornouailles
- Date inconnue :
  - John de Beauchamp, 1er baron Beauchamp de Warwick (en)
  - Gilbert le Despenser, noble
  - Otho Holand, chevalier fondateur de la Jarretière

## Décès en 1316
- 14 février : Edmond de Caillou, chevalier
- 13 mars : John Devereux, seigneur de Munsley
- 5 mai : 
  - Élisabeth d'Angleterre, comtesse de Hereford et d'Essex
  - Isabelle de Bohun, noble
- 14 mai : John Ketton, évêque d'Ely
- 28 ou 29 juin : Henry Woodlock, évêque de Winchester
- 27 juillet : Théobald II de Verdun, 2e baron Verdun
- 6 ou 8 août : William de Ros, 1er baron de Ros
- 12 août : John Marshal, 2e baron Marshal
- 19 août : Adam Osgodby, Master of the Rolls
- 27 septembre : Simon de Montagu, 1er baron Montagu (en)
- 9 octobre : Richard Kellaw, évêque de Durham
- 18 décembre : Gilbert Segrave, évêque de Londres
- Date inconnue : 
  - Nicholas Audley, 1er baron Audley
  - Étienne d'Exeter, chevalier